# Ed Reed
Pour les articles homonymes, voir Reed.
College Football Hall of Fame 2018
Pro Football Hall of Fame 2019
(en) Statistiques sur pro-football-reference
 Ed Reed est un joueur américain de football américain, né le 11 septembre 1978 à St. Rose en Louisiane, qui évolue au poste de safety avec les Jets de New York après avoir passé onze saisons avec les Ravens de Baltimore.
Il possède l'un des meilleurs palmarès pour un defensive back, ayant remporté un Super Bowl (XLVII) et ayant été nommé par l'Associated Press Joueur Défensif de la saison 2004. Il a également été sélectionné 9 fois au Pro Bowl, 8 fois au All Pro, et a été durant trois saisons le joueur ayant réalisé le plus d'interceptions (2004, 2008, 2010). Il possède également plusieurs records NFL, comme celui du plus grand nombre de yards retournés après interception (1541) ou de la plus longue interception (108 yards).

## Carrière

### Carrière universitaire
Il effectue sa carrière universitaire avec les Hurricanes de Miami dont il détient le record d’interceptions (21). Avec eux il a remporté le championnat NCAA en 2001.

### Carrière professionnelle
Il est drafté au 1er tour (24e choix) par les Ravens de Baltimore en 2002. Avec eux, il remporte notamment le Super Bowl XLVII durant la saison 2012.
Après 10 ans passés du côté de Baltimore, il rejoint les Texans de Houston à partir de la saison 2013. Après plusieurs matchs improductifs, il perd sa place de titulaire après la 9e semaine de la saison, avant d'être libéré le 12 novembre 2013 à la suite de critiques envers l'équipe et les entraîneurs. Le 14 novembre, il signe avec les Jets de New York où il retrouve Rex Ryan, son ancien coordinateur défensif chez les Ravens entre 2005 et 2008. Reed y joue la plupart des matchs comme titulaire, réussissant même deux interceptions décisives contre les Browns et les Dolphins.

### Statistiques de carrière
| Statistiques | Statistiques                   | Statistiques | Statistiques   | Statistiques | Statistiques | Statistiques | Statistiques | Statistiques | Statistiques  | Statistiques  | Statistiques  | Statistiques  | Statistiques | Statistiques | Statistiques |
| Saison       | Équipe                         | Matchs       | Matchs         | Tacles       | Tacles       | Tacles       | Sacks        | Sacks        | Interceptions | Interceptions | Interceptions | Interceptions | Autres       | Autres       | Autres       |
| Saison       | Équipe                         | Matchs joués | Matchs débutés | Solo         | Ast          | Combinés     | Sacks        | Yds          | Int           | Yds           | Lng           | TD            | FF           | PD           | Safety       |
| ------------ | ------------------------------ | ------------ | -------------- | ------------ | ------------ | ------------ | ------------ | ------------ | ------------- | ------------- | ------------- | ------------- | ------------ | ------------ | ------------ |
| 2002         | Baltimore Ravens               | 16           | 16             | 71           | 14           | 85           | 1.0          | 3            | 5             | 167           | 59            | 0             | 0            | 7            | 0            |
| 2003         | Baltimore Ravens               | 16           | 15             | 59           | 12           | 71           | 1.0          | 12           | 7             | 132           | 54            | 1             | 1            | 9            | 0            |
| 2004         | Baltimore Ravens               | 16           | 16             | 62           | 14           | 76           | 2.0          | 28           | 9             | 358           | 106           | 1             | 3            | 8            | 0            |
| 2005         | Baltimore Ravens               | 10           | 10             | 33           | 4            | 37           | 0            | 0            | 1             | 23            | 23            | 0             | 0            | 8            | 0            |
| 2006         | Baltimore Ravens               | 16           | 16             | 51           | 8            | 59           | 0            | 0            | 5             | 70            | 37            | 1             | 1            | 4            | 1            |
| 2007         | Baltimore Ravens               | 16           | 16             | 29           | 10           | 39           | 0            | 0            | 7             | 130           | 32            | 0             | 0            | 13           | 0            |
| 2008         | Baltimore Ravens               | 16           | 16             | 34           | 7            | 41           | 1.0          | 9            | 9             | 264           | 107           | 2             | 1            | 16           | 0            |
| 2009         | Baltimore Ravens               | 12           | 12             | 42           | 8            | 50           | 0            | 0            | 3             | 111           | 52            | 1             | 3            | 5            | 0            |
| 2010         | Baltimore Ravens               | 10           | 10             | 30           | 7            | 37           | 0            | 0            | 8             | 183           | 44            | 0             | 1            | 16           | 0            |
| 2011         | Baltimore Ravens               | 16           | 16             | 44           | 8            | 52           | 1.0          | 4            | 3             | 25            | 16            | 0             | 1            | 8            | 0            |
| 2012         | Baltimore Ravens               | 16           | 16             | 49           | 9            | 58           | 0            | 0            | 4             | 78            | 34            | 1             | 0            | 15           | 0            |
| 2013         | Houston Texans / New-York Jets | 14           | 10             | 27           | 11           | 38           | 0            | 0            | 3             | 49            | 25            | 0             | 0            | 4            | 0            |
| Total        | Total                          | 174          | 169            | 531          | 112          | 643          | 6.0          | 56           | 64            | 1 590         | 107           | 7             | 11           | 113          | 1            |

## Carrière d'entraineur
Le 13 janvier 2016, Reed devient assistant defensive backs chez les Buffalo Bills, où il retrouve son ancien entraîneur Rex Ryan .

## Record en NFL
- Plus longue interceptions retournée : 108 yards, contre les Eagles de Philadelphie en 2008
- Plus grand nombre d'interceptions en play-offs : 9 (à égalité avec Charlie Waters, Bill Simpson et Ronnie Lott)
- Plus grand nombre de yards retournés après interception en carrière : 1541
- Premier joueur à retourner une interception, un punt, un punt bloqué et un fumble pour un touchdown.

## Palmarès
- Super Bowl : XLVII
- Joueur Défensif de l'année : 2004
- Leader en terme du nombre d'interceptions en une saison : 2004, 2008, 2010
- Pro Bowl : 2003, 2004, 2006, 2007, 2008, 2009, 2010, 2011, 2012
- All Pro : 2003, 2004, 2006, 2007, 2008, 2009, 2010, 2011
- Introduit au Pro Football Hall of Fame en 2019[1].